# Občanská válka mezi Armagnaky a Burgunďany
Občanská válka mezi Armagnaky s Burgunďany byl v letech 1407–1435 ozbrojený konflikt ve Francii v době probíhající stoleté války a papežského schizmatu. Občanská válka byla vyvolána vedlejšími liniemi francouzské dynastie Valois. Stoupenci rodu Orléans byli známi jako „Armagnakové“, vůdcem Armagnaků byl Bernard VII. z Armagnacu, kdežto příznivci burgundského vévody (Valoisko-burgundská dynastie) byli označováni jako „Burgunďané“. Vůdci obou frakcí byli úzce příbuzensky spjati s francouzským králem, ale nikdo z nich nebyl následníkem trůnu. Naproti tomu Angličané využili situace a podporovali obě strany konfliktu. 
V roce 1413 burgundský vévoda Jan Nebojácný vyburcoval v Paříži lidovou bouři zvanou povstání cabochienů, které vyvrcholilo masakrem obyvatel. Armagnakové se museli zmocnit Paříže následujícího roku a následně v říjnu roku 1415 čelit Angličanům v bitvě u Azincourtu, zatímco Burgunďané vyhlásili neutralitu. Občanská válka mezi Armagnaky a Burgunďany zvýhodňovala Anglii ve stoleté válce a dotlačovala Burgundsko ke spojenectví s Angličany. Po 28 letech konflikt skončil smírem znepřátelených stran.